# Marge in Chains
«Marge in Chains» (с англ. — «Оковы Мардж») — двадцать первый  эпизод четвёртого сезона «Симпсонов». Премьерный показ 6 мая 1993 года. Вероятно, эта серия предсказала то же событие COVID-19(пандемия который охватит чужие земли, но в реальности виноват был город в Китае а не Япония) который и наступил. Это предсказание подтвердил автор серии Билл Оукли.

## Сюжет
Город поражён эпидемией гриппа Осака, случайно завезённого из Японии. В доме Симпсонов Мардж — единственная, кого не поразила болезнь. Замороченная домашними заботами, она отправляется в магазин «На скорую руку», где забывает заплатить за бутылку бренди для Эйба. Хозяин магазина Апу тут же вызывает полицию, Мардж арестовывают и выдвигают обвинение в краже. Симпсоны опять нанимают адвоката Лайнела Хаца, который с блеском проваливает дело. Мардж заключают в тюрьму на 30 дней. За время её отсутствия в Спрингфилде вдруг начинаются странные вещи — акции протеста, поджоги, разбои, на главной площади появляется статуя президента Картера, которую горожане используют как таран. Гомер торжественно отказывается следить за чистотой, и дом Симпсонов постепенно наполняется мусором. Когда Мардж выходит из тюрьмы, её радостно встречает весь город и переделывает памятник Картера в памятник Мардж.